# Egesina fusca
Egesina fusca är en skalbaggsart. Egesina fusca ingår i släktet Egesina och familjen långhorningar.

## Underarter
Arten delas in i följande underarter:
- E. f. fusca
- E. f. javicola